# 랩터 (프로게이머)
랩터(본명: 전어진, 2004년 11월 15일 ~ )는 대한민국의 리그 오브 레전드 프로게이머이다. 아이디는 Raptor이며, 포지션은 정글이다. 현재 BNK fearx 소속이다.

## 선수 생활
2021시즌을 앞둔, 2021년 2월 14일, 스피어 게이밍에 입단하면서 커리어를 시작했다. 이후 팀에서 퇴단했다.
2022시즌을 앞두고 프레딧 브리온에 입단하면서 프로 커리어를 시작했다.

## 소속팀
| # | 팀명          | 소속 기간               | 소속 리그 | 비고 |
| - | ------------- | ----------------------- | --------- | ---- |
| 1 | 스피어 게이밍 | 2021.02.14 ~ 2021.12.07 | LCK AS    |      |
| 2 | 프레딧 브리온 | 2021.12.07 ~            | LCK       |      |